# Rio das Mortes Pequeno
Rio das Mortes Pequeno är ett vattendrag i Brasilien.   Det ligger i delstaten Minas Gerais, i den sydöstra delen av landet, 700 km sydost om huvudstaden Brasília.
Omgivningen kring Rio das Mortes Pequeno är huvudsakligen savann. Området är  glesbefolkat, med 14 invånare per kvadratkilometer.